# ペルセウス座シータ星
ペルセウス座θ星 (θ Persei / θ Per) は、ペルセウス座の方角に約36光年の位置にある連星系である。
見かけでは三重星で、主星Aから20.7秒離れた位置に10等級の伴星Bが、94.8秒離れた位置に11等級のCがある。Cは、固有運動の違いからして明らかに偶然同じ方向に見えている見かけの重星で、A、Bと物理的な関係はない。
主星は薄黄色の主系列星で、太陽より若干大きく明るいが地球型惑星を持ちうる範囲である。伴星Bは、スペクトル型M1.7Vの赤色矮星で、主星からの距離およそ248AUの軌道を公転しており、離心率からすると主星と伴星の距離は216AUから280AUまで変化する。